# Рудольфова гора
Рудольфова гора (крим. Rudolf Dağı) або Гора Матюшенка, також Район Матюшенка, Матюшенко, розмовне Рудоха, Матюха — район у складі Ленінського району міста Севастополь.

## Опис
Обмежується вулицями Пожарова, 5-та Бастіонна, Руднєва.
Основні магістралі: вулиця Івана Голубця, Матюшенка.
Мікрорайон бере свою назву від власника хутора — Готліба Рудольфа. На початку XX століття хутір належав його нащадкам, але вже проходив продаж маєтку окремими ділянками. Згодом утворилася Рудольфова слобідка, яка проіснувала до 1935 року.
Потім її було перейменовано на честь Панаса Миколайовича Матюшенка — одного з керівників повстання на панцернику «Потьомкін» у 1905 році.
З Рудольфової горою пов'язана одна з найтрагічніших сторінок історії міста: у липні 1942 р. у районі розташувався німецький концентраційний табір. Він розташовувався у районі сучасних «Соловйовських» складів та тролейбусного депо. Табір виконував одночасно фільтраційні та пересилальні функції. У липні 1942 року тут просто неба утримувалися до 30 тисяч осіб. В умовах голоду, спеки та недостатньої медичної допомоги люди гинули по 30–50 осіб на день. Регулярно проводилися розстріли виявлених євреїв та політпрацівників. Коли 1972 року на території військової частини між вулицями Руднєва та Соловйова були виявлені останки розстріляних в'язнів табору, керівництво міста відмовилося прийняти їх для поховання. Кістки були покладені в ящики та закопані біля огорожі.
У 70-х роках XX століття і навіть пізніше район Матюшенко вважався бандитським.